# Hirschbach im Mühlkreis
Hirschbach im Mühlkreis ist eine Gemeinde in Oberösterreich im Bezirk Freistadt im Mühlviertel mit 1224 Einwohnern (Stand 1. Jänner 2025).

## Geografie
Hirschbach im Mühlkreis liegt auf 640 m Höhe im Mühlviertel. Die Ausdehnung beträgt von Nord nach Süd 6,4 und von West nach Ost 8,4 Kilometer. Die Gesamtfläche beträgt 23,67 Quadratkilometer. Rund ein Drittel der Fläche ist bewaldet, über sechzig Prozent werdend landwirtschaftlich genutzt. Im Gemeindegebiet entspringt die Kleine Gusen.

### Gemeindegliederung
Das Gemeindegebiet umfasst folgende 14 Ortschaften (in Klammern Einwohnerzahl Stand 1. Jänner 2025):
- Auerbach (140)
- Berg (32)
- Gossenreith (42) samt Haid
- Guttenbrunn (142)
- Hirschbach im Mühlkreis (383)
- Hofreith (59)
- Kirchberg (71)
- Oberdorf (35)
- Oberhirschgraben (29)
- Pemsedt (41)
- Thierberg (95) samt Leiten
- Tischberg (42)
- Unterhirschgraben (84)
- Vorwald (29)

Die Gemeinde besteht aus den Katastralgemeinden Guttenbrunn und Hirschbach.
Die Gemeinde gehört zum Gerichtsbezirk Freistadt.

### Nachbargemeinden
|                | Reichenthal                                 |          |
| Schenkenfelden | Kompassrose, die auf Nachbargemeinden zeigt | Waldburg |
| Ottenschlag    |                                             | Neumarkt |

## Geschichte
Ursprünglich im Ostteil des Herzogtums Bayern liegend, gehörte der Ort seit dem 12. Jahrhundert zum Herzogtum Österreich. Die erste urkundliche Erwähnung von Hirschbach stammt aus dem Jahr 1230. Im Jahr 1374 wurde die Pfarre Hirschbach als neugegründete Pfarre urkundlich erwähnt. Die Kirche wurde der heiligen Gottesmutter geweiht. Seit 1490 wird der Ort dem Lande Österreich ob der Enns zugerechnet. In diese Zeit fällt auch der Neubau der Kirche, deren Bausubstanz sich in den folgenden 500 Jahren kaum veränderte. Im 13. und 14. Jahrhundert bestand die Burg Kernegg.
Während der Napoleonischen Kriege war der Ort mehrfach besetzt. Seit 1918 gehört der Ort zum Bundesland Oberösterreich. Nach dem Anschluss Österreichs an das Deutsche Reich am 13. März 1938 gehörte der Ort zum Reichsgau Oberdonau. Nach 1945 lag Hirschbach in der sowjetischen Besatzungszone. Nach 1955 erfolgte ein Aus- und Neubau der Infrastruktur.
2023 wurde nach Baggerarbeiten zwischen Granitsteinen ein deutlich dichterer „Stein“ gefunden, der sich nach Untersuchungen als Eisenmeteorit entpuppte, der erste in Österreich gefundene.

### Bevölkerungsstruktur
Im Jahr 1869 wohnten im Gemeindegebiet 1146 Menschen. Bis 2001 schwankte die Bevölkerungszahl um den Wert von 1869 und erreichte 2001 mit 1186 Menschen den bisher höchsten Stand in der Geschichte. Im Jahr 1991 hatte die Gemeinde 1162 Einwohner, bei der Volkszählung 2001 bereits 1186, was einem Anstieg von 2 % entspricht. Am 1. Jänner 2008 verzeichnete die Gemeinde 1124 Einwohner, ein Rückgang.
Bei der Volkszählung 2001 betrug der Anteil der Einwohner, die 60 Jahre und älter waren, 18,9 %; 20,7 % waren unter 15 Jahre alt. Der Anteil der weiblichen Bevölkerung lag bei 50,4 %.
Von den 1081 Bewohnern Hirschbachs, die 2001 über 15 Jahre alt waren, hatten 2,6 % eine Universität, Fachhochschule oder Akademie abgeschlossen. Weitere 8,9 % hatten eine Matura absolviert, 45,7 % hatten einen Lehrabschluss oder eine berufsbildende mittlere Schule besucht und 43 % aller Hirschbacher hatten die Pflichtschule als höchsten Abschluss.

### Herkunft und Sprache
Der deutsche Dialekt, der im Raum Hirschbach sowie in Oberösterreich allgemein gesprochen wird, ist das Mittelbairische. 98,3 % der Hirschbacher gaben 2001 Deutsch als Umgangssprache an. Weitere 0,7 % sprachen hauptsächlich türkisch, 0,5 % tschechisch, der Rest sprach andere Sprachen.
Der Anteil der Hirschbacher mit ausländischer Staatsbürgerschaft lag 2001 mit 1,1 % weit unter dem Durchschnitt Oberösterreichs. Dabei hatten 0,8 % der Hirschbacher Bevölkerung eine Staatsbürgerschaft der Türkei, 0,1 % eine aus Deutschland und 0,2 % entfielen auf sonstige Staatsbürger. Insgesamt waren 2001 etwa 2,3 % der Hirschbacher in einem anderen Land als in Österreich geboren.

## Kultur und Sehenswürdigkeiten

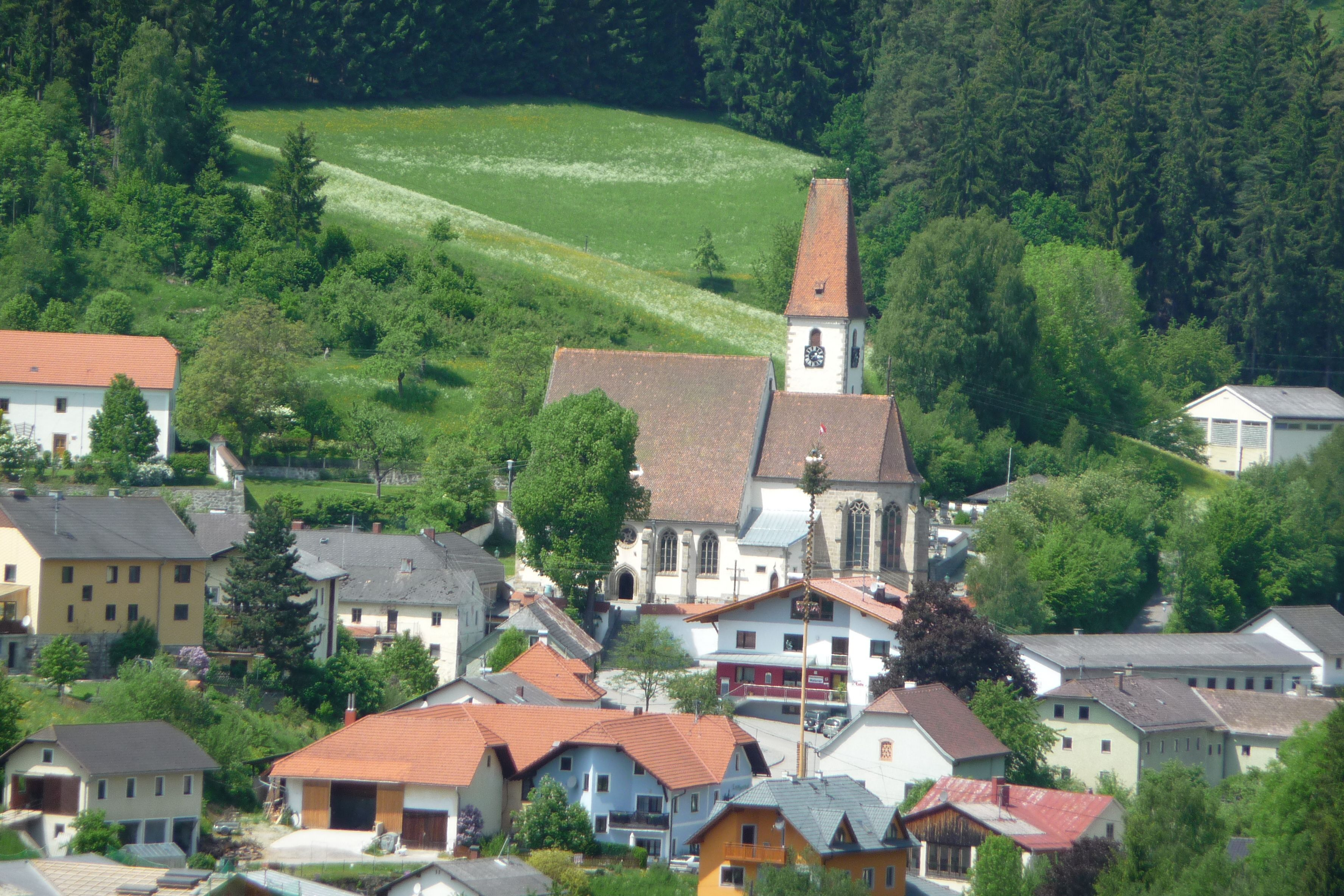
Pfarrkirche Hirschbach im Mühlkreis

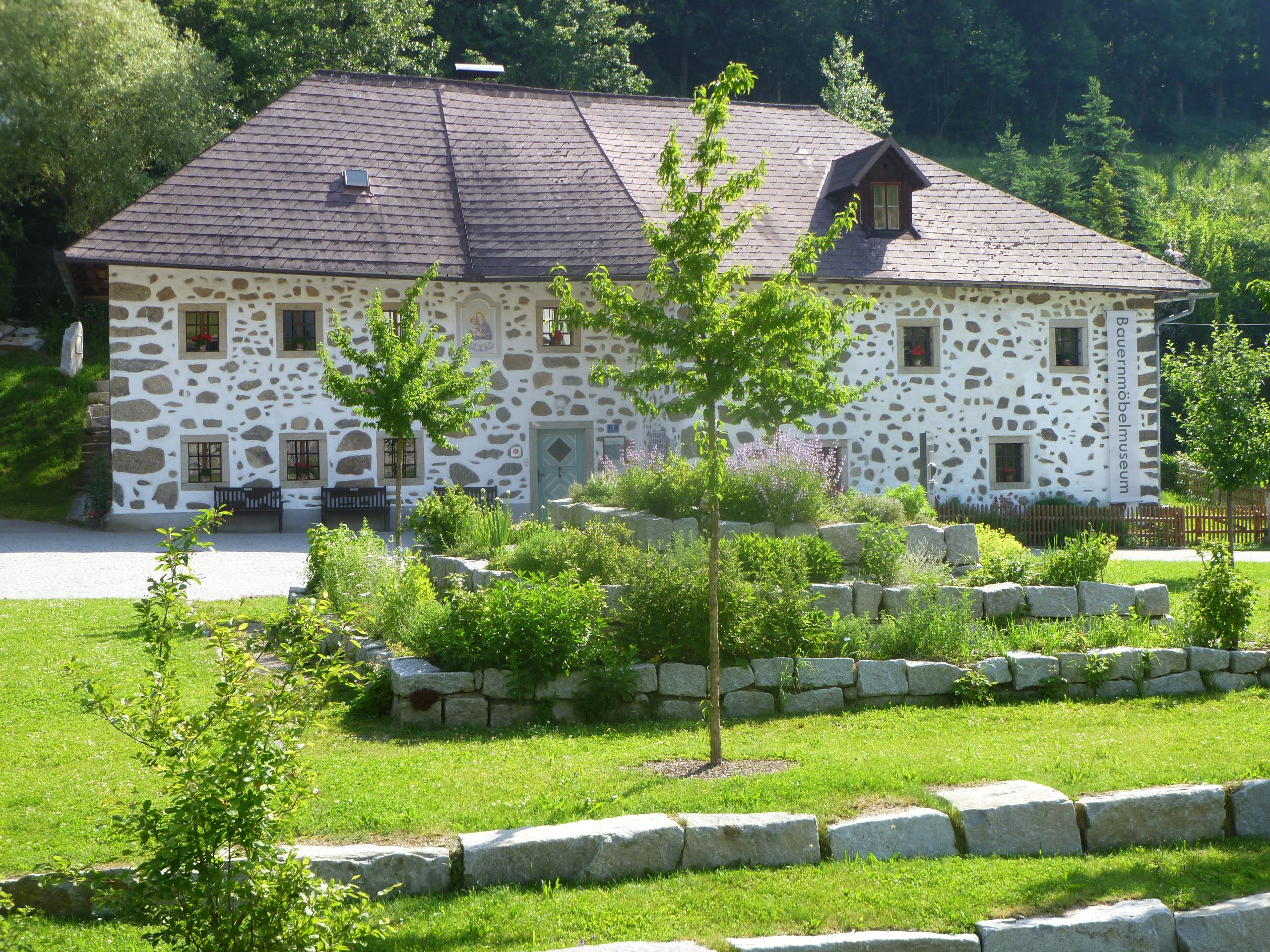
Bauernmöbelmuseum Hirschbach

- Katholische Pfarrkirche Hirschbach im Mühlkreis hl. Maria: Die Pfarrkirche wurde Ende des 15. Jahrhunderts errichtet und steht an erhöhter Stelle in der Ortsmitte.
- Bauernmöbelmuseum Hirschbach: Es sind alte, künstlerisch gestaltete Bauernmöbel, die „Hirschbacher Bauernmöbel“ aus der Zeit von 1780 und 1860, ausgestellt, ein Raum des Museums ist dem Maler Franz von Zülow gewidmet. Das Museum veranstaltet auch mehrere Sonderausstellungen im Jahr.[8]

## Wirtschaft und Infrastruktur
Es steht ein 38.200 m² großes INKOBA (Interkommunale Betriebsansiedlung) Betriebsbaugebiet zur Verfügung.

### Bildung
Im Ort stehen ein Kindergarten und eine Volksschule zur Verfügung.

### Verkehr
- Flugplatz Freistadt-Waldburg: 1965 erbaut

## Politik

### Gemeinderat
Die Gemeinderats- und Bürgermeisterwahlen finden alle sechs Jahre, zeitgleich mit der Landtagswahl statt. Seit dem Jahr 1945 erreichte die ÖVP immer die absolute Mehrheit. Zweitstärkste Partei wurde meistens die SPÖ. 2021 wurde die ÖVP mit 50,7 % stimmenstärkste Partei, dahinter erreichte die neu angetretene Partei NEOS 29,1 %. Den dritten Platz erzielte die SPÖ mit 20,2 % der Stimmen.
- Mit den Gemeinderats- und Bürgermeisterwahlen in Oberösterreich 1997 hatte der Gemeinderat folgende Verteilung: 14 ÖVP, 4 SPÖ und 1 FPÖ.[9]
- Mit den Gemeinderats- und Bürgermeisterwahlen in Oberösterreich 2003 hatte der Gemeinderat folgende Verteilung: 12 ÖVP und 7 SPÖ.[10]
- Mit den Gemeinderats- und Bürgermeisterwahlen in Oberösterreich 2009 hatte der Gemeinderat folgende Verteilung: 12 ÖVP, 6 SPÖ und 1 FPÖ.[11]
- Mit den Gemeinderats- und Bürgermeisterwahlen in Oberösterreich 2015 hatte der Gemeinderat folgende Verteilung: 13 ÖVP, und 6 SPÖ.[12]
- Mit den Gemeinderats- und Bürgermeisterwahlen in Oberösterreich 2021 hat der Gemeinderat folgende Verteilung: 11 ÖVP, 7 SPÖ und 1 FPÖ.[13]

### Bürgermeister
Bürgermeister seit 1850 waren:
Guttenbrunn (bis zur Eingemeindung 1874)
- 1850–1870 Michael Pammer
- 1870–1873 Johann Sixt
- 1873–1874 Michael Seyrlberger

Hirschbach
- 1850–1873 Johann Plöchl
- 1873–1877 Franz Raml
- 1877–1902 Michael Seyrlberger
- 1902–1905 Johann Pichler
- 1905–1914 Leopold Eidenberger
- 1914–1919 Ludwig Grasser
- 1919–1924 Michael Freudenthaler
- 1924–1929 Ludwig Grasser
- 1929–1929 Michael Freudenthaler
- 1929–1938 Johann Winklehner
- 1938–1939 Michael Wiesinger
- 1939–1939 Johann Eibensteiner
- 1939–1944 Josef Wurm
- 1944–1945 Sebastian Haag
- 1945–1945 Johann Winklehner
- 1945–1967 Josef Pichler
- 1967–1988 Franz Gossenreiter
- 1988–2001 Josef Gossenreiter
- 2001–2015 Stefan Wiesinger
- seit 2015 Wolfgang Schartmüller (ÖVP)

### Wappen
Das Gemeindewappen zeigt in Silber über einer blauen, erniedrigten Wellenleiste einen roten, springenden Hirsch. Dies verdeutlicht den Ortsnamen und honoriert auch eine lokale Sage. Die Sage berichtet, dass die ersten Siedler, die dem Gusental entlang kamen, die äsenden Hirsche aufschreckten. Die Hirsche flüchteten über einen Bach, daher der Name Hirschbach.
Die Verleihung des Gemeindewappens und der Gemeindefarben erfolgte am 27. September 1971.

## Persönlichkeiten
- Seraphin Johann Wiesinger (1918–2002), Klosterbruder des Kapuzinerordens

### Ehrenbürger der Gemeinde
- Franz von Zülow (1883–1963), österreichischer Maler und Grafiker, lebte von 1928 bis 1963 großteils in seiner Wahlheimat Hirschbach
- Gossenreiter Josef, Dipl.-Ing. Bürgermeister a. D.
- Wiesinger Stefan, Bürgermeister a. D.